# Siim Kallas
Siim Kallas (n. 2 octombrie 1948) este un politician estonian din Tallinn, care a îndeplinit între anii 2010-2014 funcția de comisar european pentru transporturi în comisia Barroso.

## Carieră politică
- 1991 - 1995—Președintele Băncii Estoniene
- 1995 - 1996—Ministrul de Externe
- 1999 - 2002—Ministrul Finanțelor
- 2002 - 2003—Prim-ministru
- 2004 - 2014: Comisar european